# Dmitrij Trofimovič Šepilov
Dimitrij Trofimovič Šepilov (rusko Дмитрий Трофимович Шепилов), ruski politik, politični komisar in general, * 1905, Ašgabad, † 1995.

## Življenje
Rodil se je v delavski družini in leta 1926 je diplomiral iz pravne šole Moskovske državne univerze. Poslan je bil Jakutsk, kjer je bil namestnik tožilca in v.d. dolžnosti za Jakutijo. V letih 1928−29 je bil pomočnik regionalnega tožilca v Smolensku. V letih 1931-33 je bil študent na Inštitutu rdečih profesorjev, istočasno pa je bil odgovornik tajnik revije Na agrarni fronti. Po diplomiranju je postal vodja političnega oddelka Sovhoza. Čez dve leti je postal namestnik načelnika sektorja za agrokulturno znanost pri Centralnem komiteju KP SZ. 
Leta 1937 je postal doktor znanosti in znanstveni tajnik Inštituta za ekonomijo pri Akademiji znanosti ZSSR. Do leta 1941 je učil ekonomijo tudi na različnih moskovskih fakultetah.
Po začetku operacije Barbarossa se je julija 1941 pridružil Ljudski milici in postal politični komisar za moskovski oddelek. V letih 1942−43 je bil politični komisar 23. in v letih 1944−46 politični komisar 4. gardne armade.
Med majem 1945 in februarjem 1946 je bil tudi eden višjih sovjetskih uradnikov na Dunaju.
Po vrnitvi v Rusijo je postal namestnik vodje Propagandnega in agitacijskega oddelka Glavnega političnega direktorata Rdeče armade. 2. avgusta istega leta je postal vodja propagandnega oddelka Pravde. 
18. septembra 1947 je postal namestnik načelnika propagandnega in agitacijskega oddelka pri Centralnem komiteju KP SZ. V tem času se je spoprijateljil z Andrejem Ždanovom. 
10. julija 1948 je postal načelnik propagandnega in agitacijskega oddelka pri Centralnem komiteju KP SZ; 14. julija 1949 je bil cenzuriran s strani CK.
Leta 1952 ga je Stalin zadolžil za pisanje novega sovjetskega ekonomskega učbenika in 18. novembra istega leta je postal glavni urednik Pravde.
Po Stalinovi smrti marca 1953 je Šepilov postal zaveznik Hruščova, ki mu je pomagal z zasnovanjem ideološkega izhodišča v boju proti sovjetskemu predsedniku vlade Georgiju Malenkovu. Istega leta je postal dopisni član Akademije znanosti ZSSR.
12. julija 1955 je bil izvoljen za enega od tajnikov (sekretarjev) CK KP SZ in postal višji komunistični teoretik.
27. februarja 1956 je postal član kandidat (brez glasovalne pravice) Politbiroja CK KP SZ in 1. junija istega leta je postal minister za zunanje zadeve Sovjetske zveze. 
14. februarja 1957 je bil ponovno izvoljen za sekretarja CK KP SZ in naslednji dan zamenjan na mestu zunanjega ministra. 
Kot edini sekretar CK KP SZ je podprl puč proti Hruščovu junija 1957; po propadu puča je bil 29. junija 1957 odstranjen iz CK in bil poslan v Kirgistan, kjer je postal vodja ekonomskega inštituta lokalne Akademije znanosti, nato pa samo namestnik direktorja. 
Leta 1960 je bil poklican v Moskvo, izključen iz Akademije znanosti ZSSR in poslan na uradniško mesto v Sovjetski državni arhiv; tu je delal do upokojitve leta 1982. 21. februarja 1962 je bil izključen iz KP SZ; leta 1976 pa so mu dovolili ponovno včlanitev.
Pokopan je na moskovskem pokopališču Novodeviči.